# 空木平避難小屋

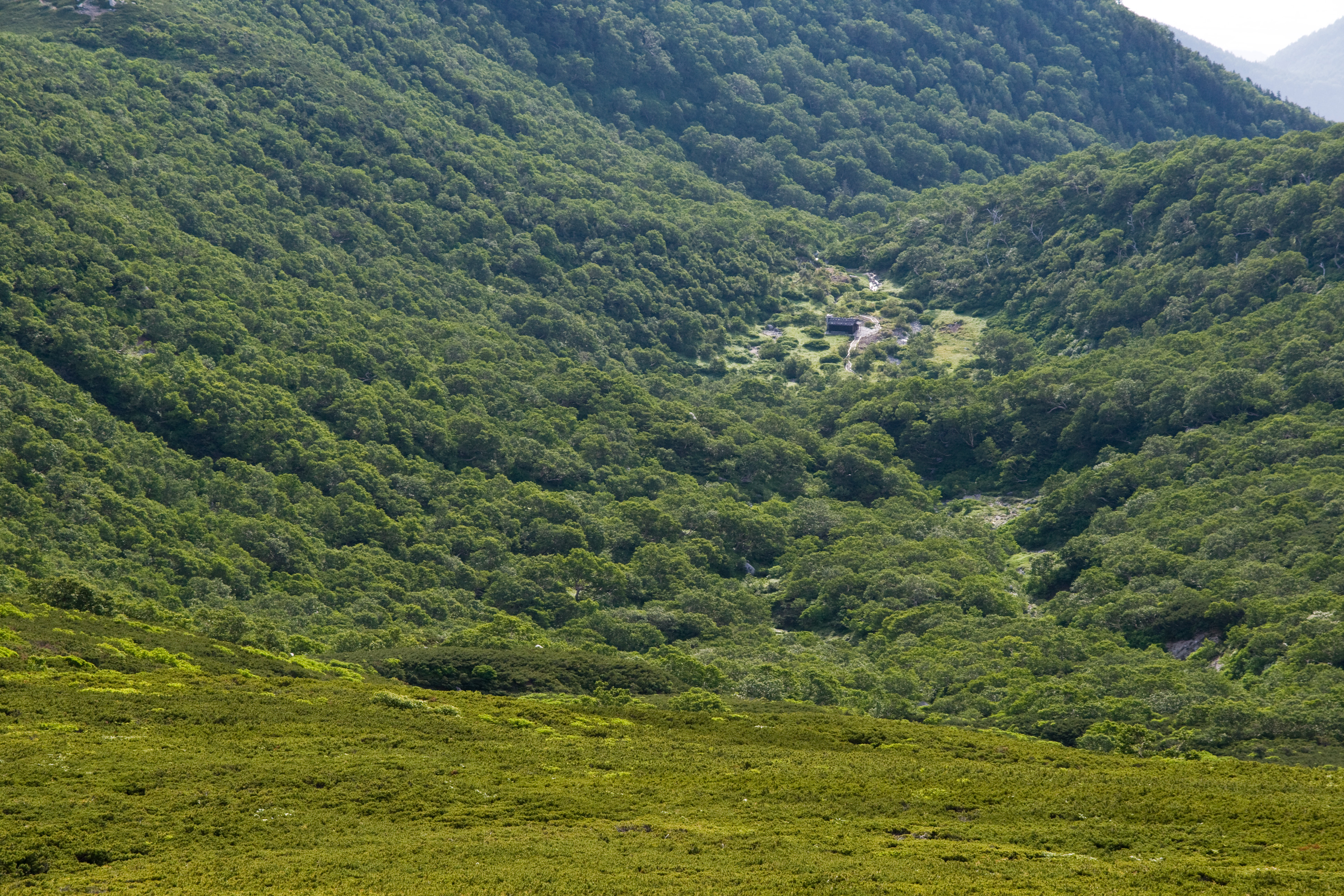
空木平の中央に建つ空木平避難小屋

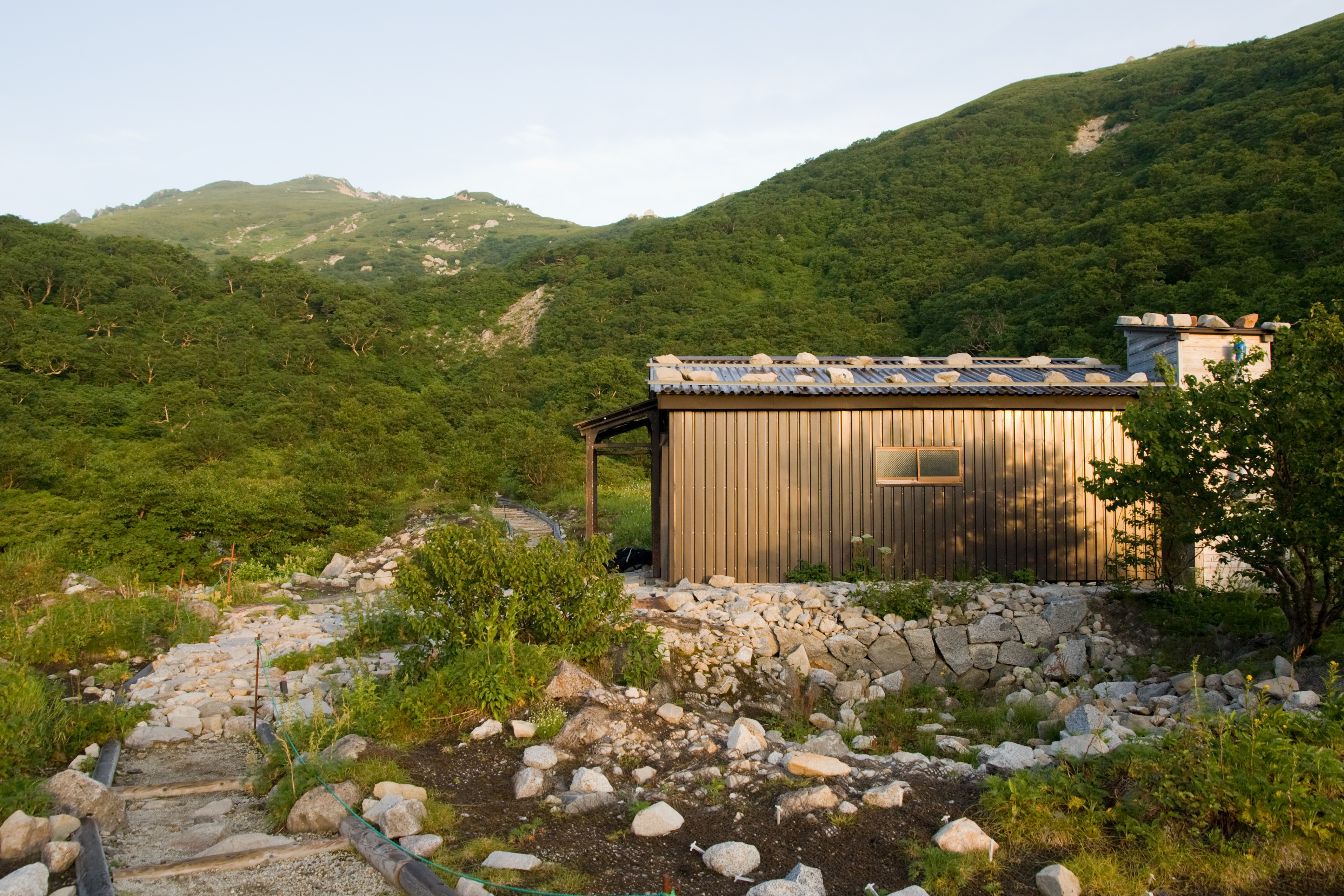
空木平避難小屋と空木岳

空木平避難小屋（うつぎだいらひなんごや）は、中央アルプス・空木岳の東側に広がる空木平カールの中央に建つ、無人の山小屋である。空木岳避難小屋とも呼ばれる。
駒ヶ根市が管理している小屋で、空木平の環境保全や小屋の管理費用として、宿泊者一人当たり1000円の協力金を求めている。
かつては汚い小屋であったが、2003年に改築され、清潔な小屋となった。トイレは環境に配慮したカセット式となっている。

## 小屋のデータ
- 標高 -- 2,520m
- 利用可能時期 -- 通年
- 利用料金 -- 1人1000円
- 収容人数 -- 20-30人
- トイレ -- あり （屋外に1基）
- 水場 -- 近くの小川 （要煮沸・時期によっては水が枯れることあり）

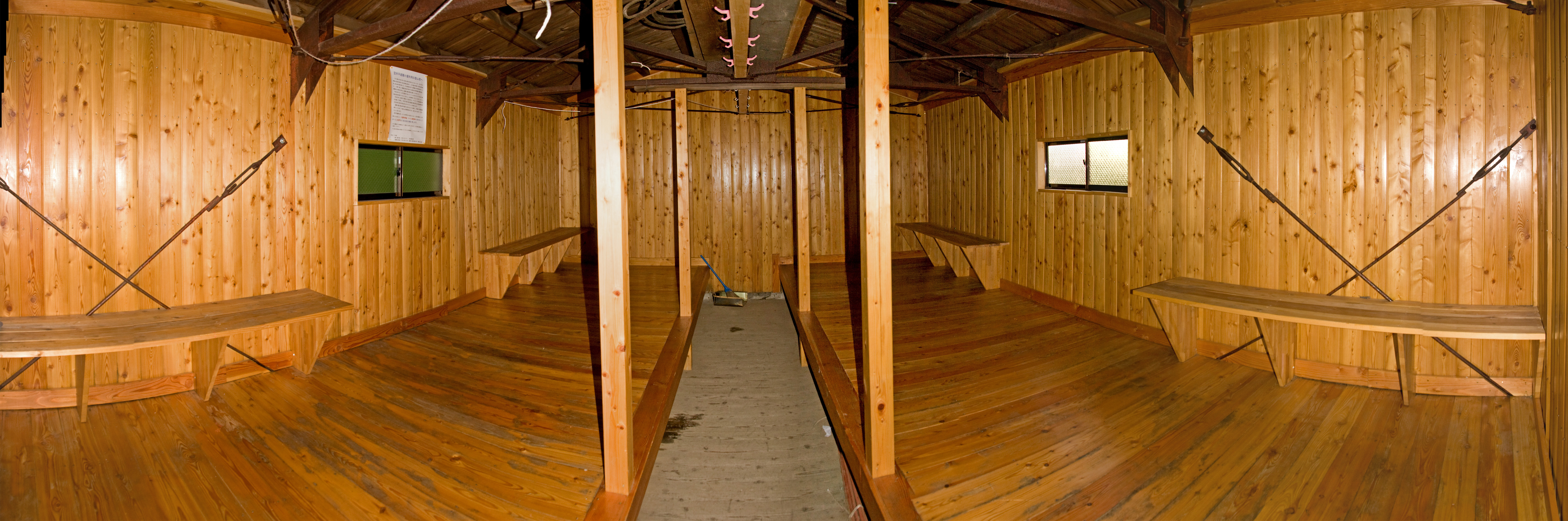
小屋内
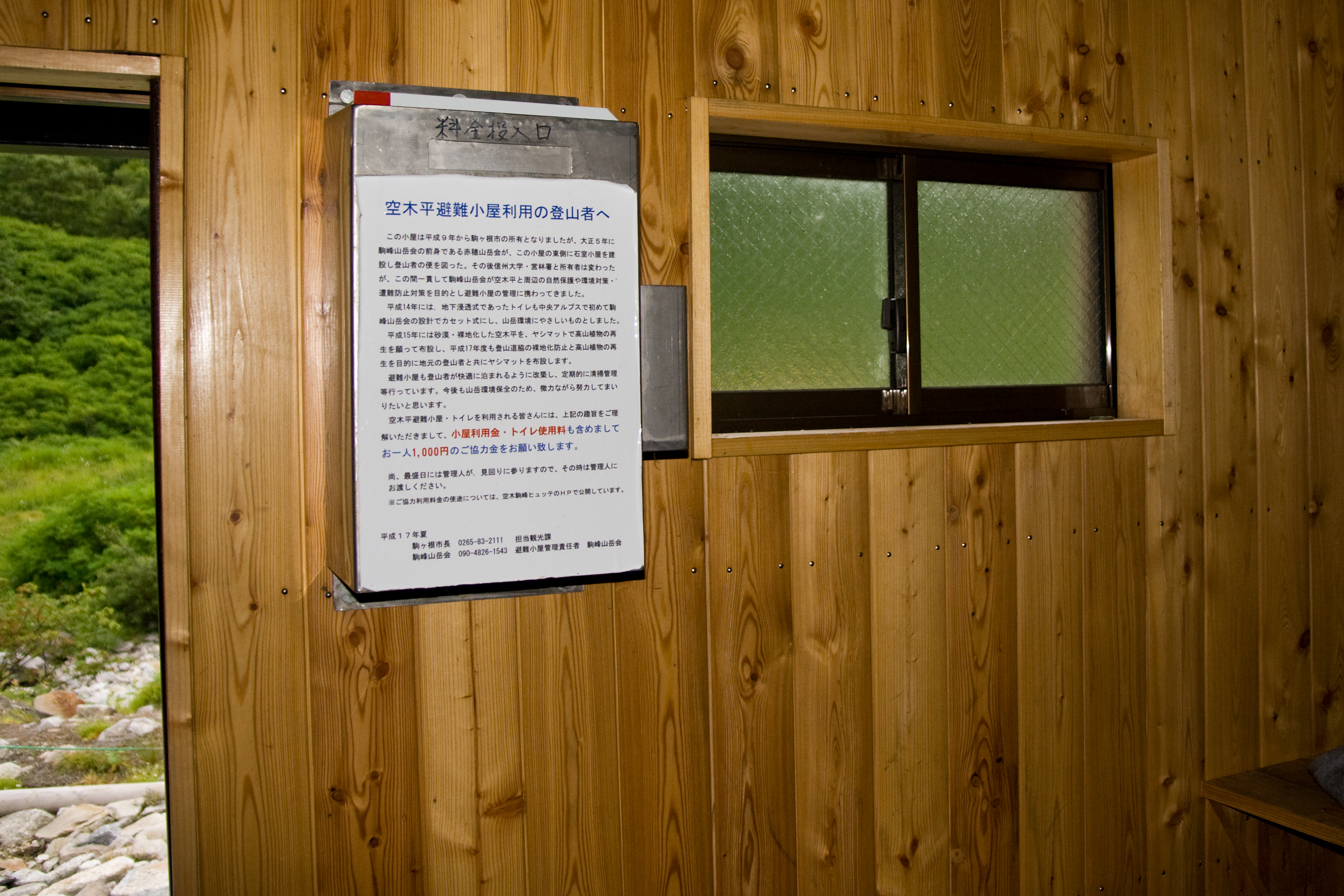
協力金箱
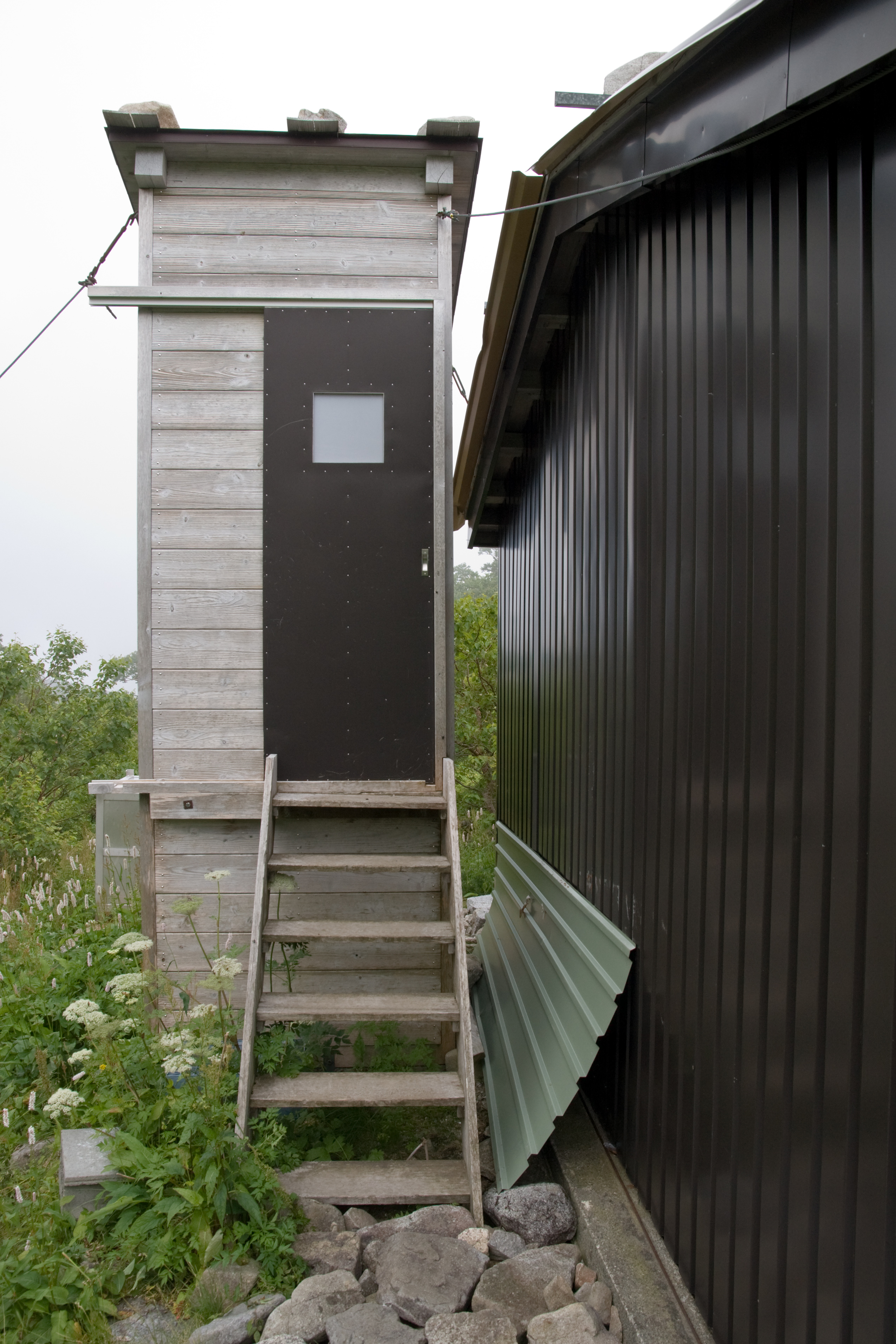
小屋裏のトイレ
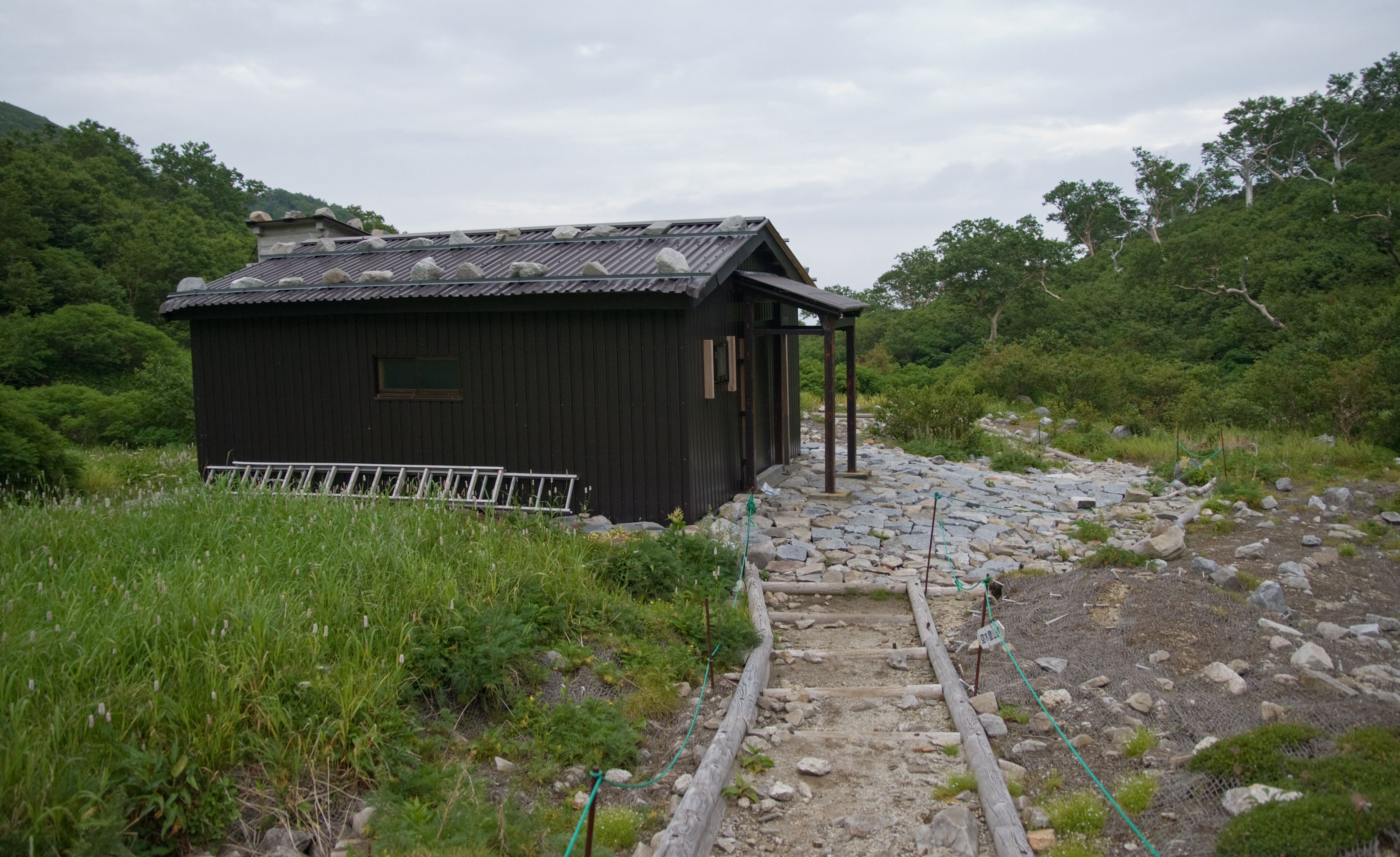
外観

## 小屋周辺
- 空木平カール
- 空木岳